# Liste der Monuments historiques in Baurech
Die Liste der Monuments historiques in Baurech führt die Monuments historiques in der französischen Gemeinde Baurech auf.

## Liste der Bauwerke
| Bezeichnung        | Beschreibung | Standort | Kennzeichnung | Schutzstatus | Datum | Bild           |
| ------------------ | ------------ | -------- | ------------- | ------------ | ----- | -------------- |
| Schloss Lacaussade |              | (Lage)   | PA00083127    | Inscrit      | 2002  |                |
| Schloss Lyde       |              | (Lage)   | PA00083128    | Classé       | 1987  |                |
| Kirche St-Saturnin |              | (Lage)   | PA00083129    | Classé       | 2003  | weitere Bilder |

## Liste der Objekte
| Bezeichnung                                          | Beschreibung                   | Standort                         | Kennzeichnung | Schutzstatus | Datum | Bild |
| ---------------------------------------------------- | ------------------------------ | -------------------------------- | ------------- | ------------ | ----- | ---- |
| Zwei Glocken (1975 wurde der Schutzstatus aberkannt) | Bronze, 1683 und 1696 gegossen | in der Kirche St-Saturnin (Lage) | PM33001036    | Classé       | 1942  |      |